# UFC Fight Night: Moicano vs. Korean Zombie
UFC Fight Night: Moicano vs. Korean Zombie (también conocido como UFC Fight Night 154 o UFC on ESPN+ 12) fue un evento de artes marciales mixtas producido por Ultimate Fighting Championship que se llevó a cabo el 22 de junio de 2019 en la Bon Secours Wellness Arena en Greenville, Carolina del Sur.

## Historia
El evento marcó la primera visita de la promoción a Carolina del Sur.
Un combate de peso pluma entre Renato Moicano y Chan Sung Jung encabezó el evento.
Markus Perez enfrentaría a Deron Winn en el evento. Sin embargo, el 9 de mayo de 2019 se reportó que Perez había abandonado el combate por una lesión. Winn enfrentará al recién llegado Bruno Silva. El 16 de junio, fue reportado que Silva fue forzado a abandonar la pelea por una posible falla en una prueba antidopaje de la USADA, fue reemplazado por el veterano Eric Spicely.
Se esperaba que Cody Stamann enfrentara a Rob Font en el evento. Sin embargo, Stamann abandonó la pelea por una lesión y fue reemplazado por John Lineker. Pero el día antes del pesaje Lineker abandonó la pelea por un corte sufrido en la ceja izquierda, como resultado Font no compitió en el evento y será reprogramado para otro evento.

## Premios extra
Los siguientes peleadores recibieron $50,000 en bonos:
- Pelea de la Noche: Deron Winn vs. Eric Spicely
- Actuación de la Noche: Chan Sung Jung y Jairzinho Rozenstruik